# 斯卡利杰罗桥

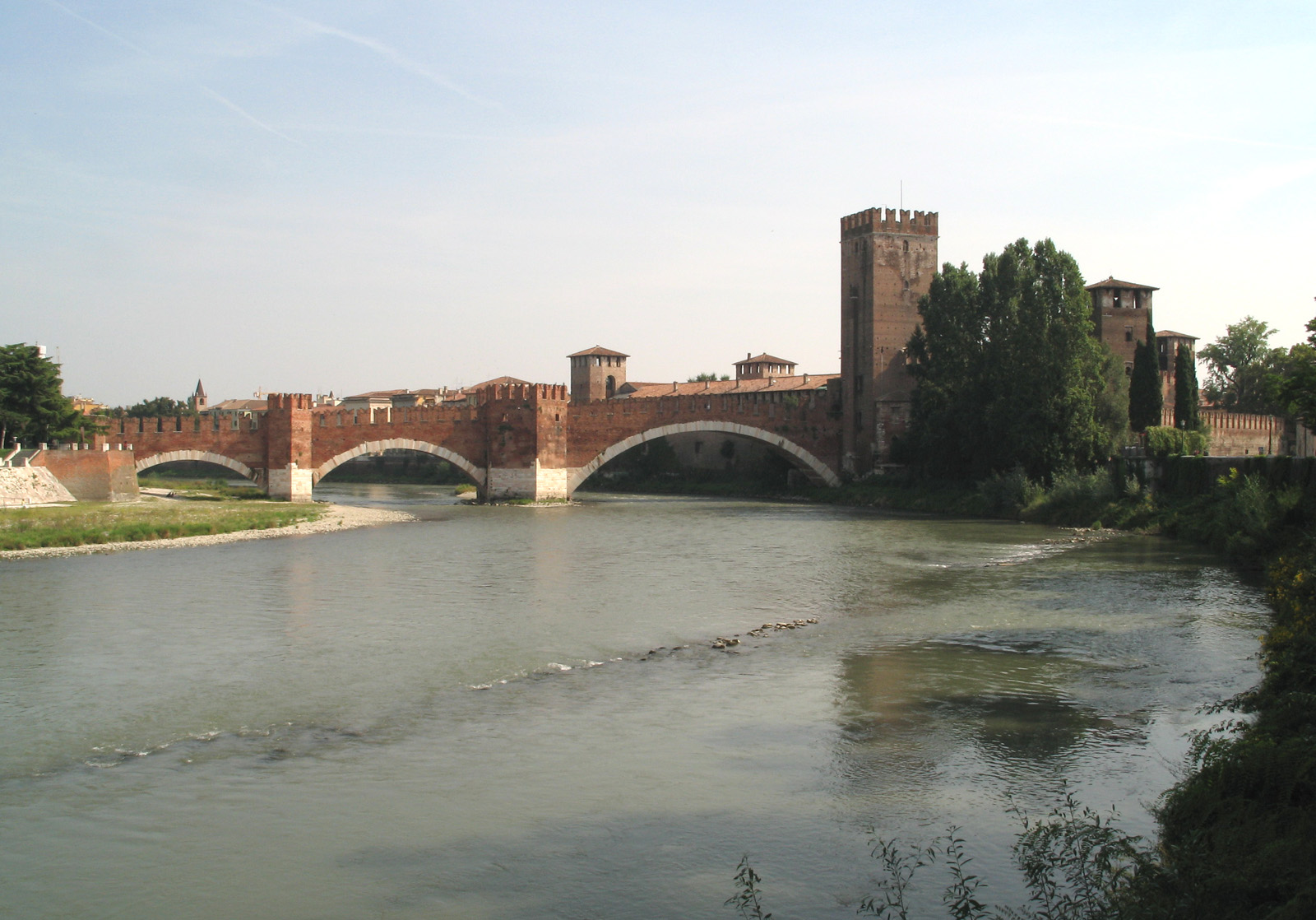
斯卡利杰罗桥

斯卡利杰罗桥（意大利语：Ponte Scaligero）或老城堡桥（意大利语：Ponte di Castelvecchio）是意大利北部城市维罗纳的一座拱桥，跨阿迪杰河。

## 历史
斯卡利杰罗桥兴建于14世纪，斯卡利杰罗在反抗他的暴虐统治的起义中，得以安全逃出老城堡，于是修建此桥。此桥颇为坚固，极少被攻取，直到18世纪后期，法国军队摧毁左岸塔楼。
1945年4月24日，这座桥和石桥（Ponte Pietra）一起被被撤退的德国军队彻底摧毁，1949年到1951年按原样重建，只有左塔例外。 

## 建筑

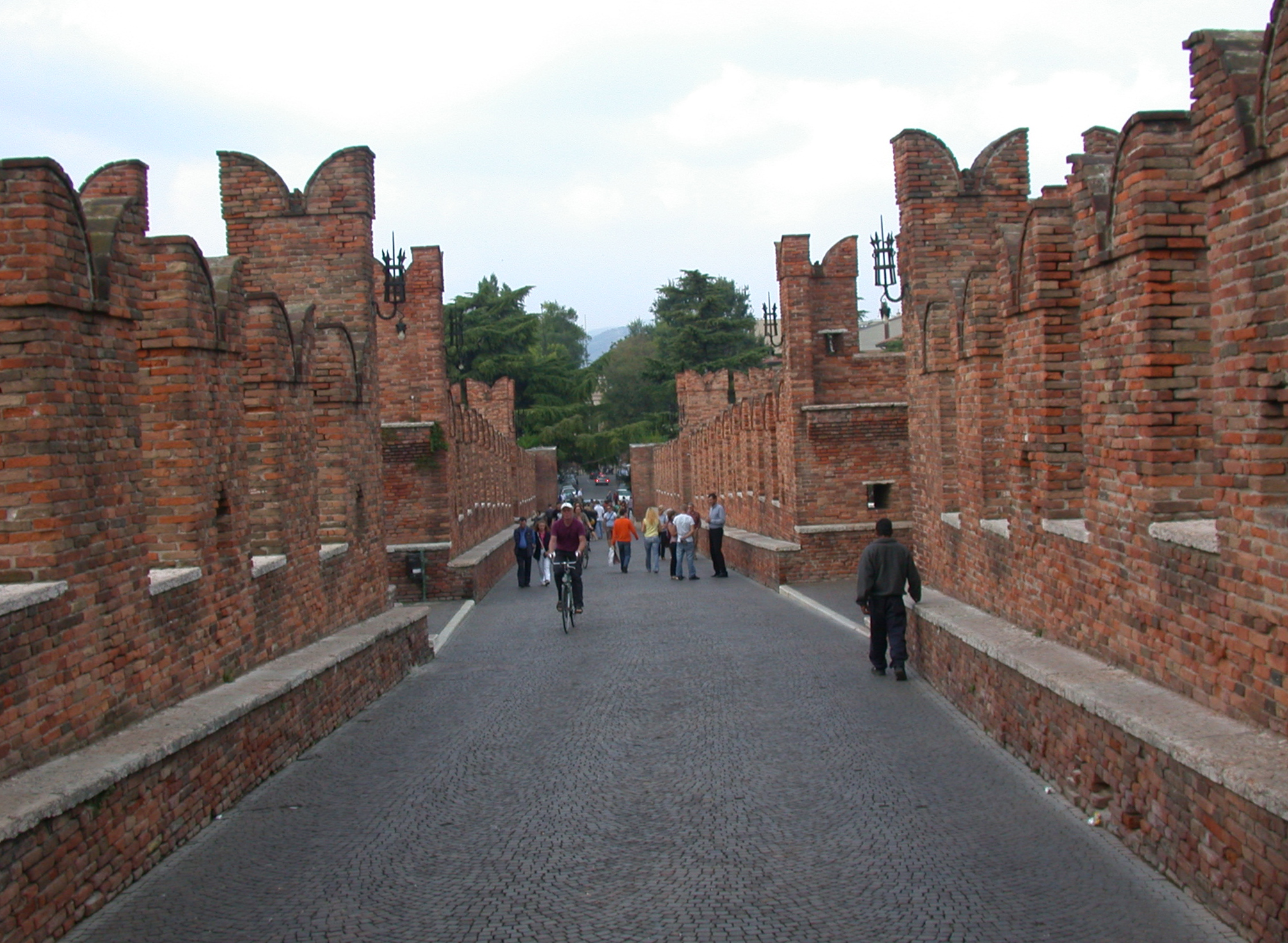
在桥上

这座桥总长度有120米，上部用红砖砌筑，下部使用了白色大理石。它包括三个桥拱，从五角塔一侧开始，桥拱的长度依次递减。跨度最大一个桥拱，测量48.7米，在建造时为世界上最大跨度的桥拱。另外两个桥拱分别为29.15和24.11米。